# Francisco Guerrero
Francisco Guerrero (ur. 4 października (?) 1528 w Sewilli, zm. 8 listopada 1599 tamże) – hiszpański kompozytor.

## Życiorys
Uczył się muzyki u swojego brata, Pedra, samodzielnie uczył się też gry na organach, kornecie, harfie i vihueli. Około 1545 roku kształcił się też u Cristóbala de Moralesa. W latach 1542–1546 śpiewał jako kontralt w chórze przy katedrze NMP w Sewilli. Od 1546 do 1549 roku był kapelmistrzem katedry w Jaén, następnie wrócił do Sewilli, gdzie otrzymał prebendę. Od 1551 roku był jednym z kapelmistrzów katedry w Sewilli, a od 1574 roku głównym kapelmistrzem. Dwukrotnie, w 1551 i 1554 roku, odrzucił oferowaną mu posadę kapelmistrza katedry w Maladze. Wiele podróżował, odwiedził m.in. Yuste (1557 lub 1558), Toledo (1561), Lizbonę (1566) i Kordobę (1567). Spotkał się z Palestriną w Rzymie oraz z Zarlinem w Wenecji. W latach 1588–1589 odbył pielgrzymkę do Ziemi Świętej, którą opisał w relacji El viaje de Jerusalem que hizo Francisco Gerrero (wyd. pośmiertnie 1611). Zmarł podczas zarazy, która nawiedziła Sewillę.

## Twórczość
Pozostawił po sobie 18 mszy oraz około 150 motetów i innych utworów religijnych, a także liczne pieśni świeckie. Większość mszy Guerrery należy do gatunku missa parodia. Jego muzyka cieszyła się popularnością za życia kompozytora i po jego śmierci nie tylko w Hiszpanii, ale też w Ameryce Łacińskiej. Jego dzieła kopiowano jeszcze w XVIII wieku.
Drukiem ukazały się następujące kompozycje Guerrery: Sacrae cantiones, vulgo moteta nuncupata na 4–5 głosów (Sewilla 1555), Psalmorum, liber primus: accedit Missa defunctorum na 4 głosy (Rzym 1559, zaginione), Canticum beatae Mariae, quod Magnificat nuncupatur, per octomusicae modos variatum na 4–5 głosów (Louvain 1563), Liber primus missarum na 4–5 głosów (Paryż 1566), Motetta na 4–6 głosów (Wenecja 1570), Missarum liber secundus na 4–6 głosów (Rzym 1582), Liber vesperarum na 4–6 i 8 głosów (Rzym 1584) Passio D. N. Jesu Christi secundum Matthaeum et Joannem na 5 głosów (Rzym 1585), Canciones y villanescas espirituals na 3–5 głosów (Wenecja 1589), Motecta, liber secundus na 4–6 i 8 głosów (Wenecja 1589).